# Nicolas Eyer
Nicolas Eyer (* 5. September 1986 in Brig-Glis) ist ein Schweizer Schriftsteller. 

## Biografie
Nicolas Eyer studierte Philosophie und Alte Geschichte an der Universität Bern, wo er 2012 den Master of Arts mit einer Arbeit über René Descartes erlangte. Anschliessend liess er sich an der PH Bern zum Gymnasiallehrer ausbilden. Seit seiner Gymnasialzeit am Kollegium Spiritus Sanctus in Brig betätigt er sich als Autor belletristischer Werke.
2011 erhielt er den Preis des Walliser Schriftsteller-Verbands für sein Werk Die Scherben des Himmels. Sein 2015 erschienenes Buch Die Mondbeschwörerin enthält mehrere Erzählungen. Die 2017 erschienene Erzählung Kamikochi spielt im gleichnamigen japanischen Bergtal und handelt von der einheimischen Sagenwelt. Namentlich spielt hier auch das Fabelwesen Kappa eine wichtige Rolle. Hinter den Rändern der Welt (2019) hingegen spannt den Bogen zwischen Schottland, der Schweiz und dem Amazonas und handelt von der Suche nach einem mysteriösen Urpapagei. Die Erzählung Kaguya (2021) beschäftigt sich mit den Gefahren der künstlichen Intelligenz.
Themen von Eyers Texten sind allgemein das Verhältnis zwischen Mensch und Natur sowie Reisen und seine Heimat, der Schweizer Kanton Wallis.
Eyer war Mitherausgeber der Anthologien Rhonewind (2014) und Talwind II (2017). Er lebt in Brig. 

## Werke (Auswahl)
- Über den Jenseitspass. Eine Nachhausereise. Erzählung. Verlag der Regionalzeitung Aletsch Goms, Fiesch 2009.
- Die Scherben des Himmels. Erzählung über den ersten Alpenflug von Geo Chavez im Jahr 1910. Herausgegeben von der Stiftung Geo Chavez, Brig 2010.
- Die Mondbeschwörerin. Erzählungen. Edition Signathur, Dozwil 2015.
- Kamikochi. Eine Geschichte aus Japan. Erzählung. Edition Signathur, Dozwil 2017.
- Hinter den Rändern der Welt. Roman. Illustrationen von Annelies Benelli. Edition Signathur, Dozwil 2019.[6]
- Kaguya. Eine Geschichte aus der Grossstadt. Erzählung. Edition Signathur, Dozwil 2021.[4]
- Natsuko verschwindet. Erzählung. Edition Signathur, Dozwil 2024.[7]